# مارکولینو موکو
مارکولینو موکو (انگلیسی: Marcolino Moco؛ زادهٔ ۱۹ ژوئن ۱۹۵۳) سیاست‌مدار اهل آنگولا است. وی از ۲ دسامبر ۱۹۹۲ تا ۳ ژوئن ۱۹۹۶ نخست‌وزیر آنگولا بود.